# 善光寺下駅
善光寺下駅（ぜんこうじしたえき）は、長野県長野市三輪七丁目にある長野電鉄長野線の駅。駅番号はN4。
普通列車のみ停車する。ただし2003年以降の善光寺御開帳開催中は、日中に運転のA特急が臨時停車する。

## 歴史
- 1926年（大正15年）
  - 6月28日：長野電気鉄道により地上駅として開業[1]。
  - 9月30日：長野電鉄の駅となる。
- 1970年（昭和45年）9月1日：貨物営業を廃止。
- 1972年（昭和47年）3月：国鉄のダイヤ改正に伴ったダイヤ改正で、当駅の特急停車（現在のB特急）が廃止され、乗降客が増大していた隣の本郷駅に切り替えられる。
- 1974年（昭和49年）4月1日：手小荷物営業を廃止。
- 1977年（昭和52年）3月26日：連続立体交差化（地下化）工事に伴い、構内踏切を廃止。
- 1978年（昭和53年）8月1日：停車場から停留場に変更される。
- 1981年（昭和56年）3月1日：長野駅 - 当駅間の連続立体交差化により地下駅化[1]。

## 駅構造

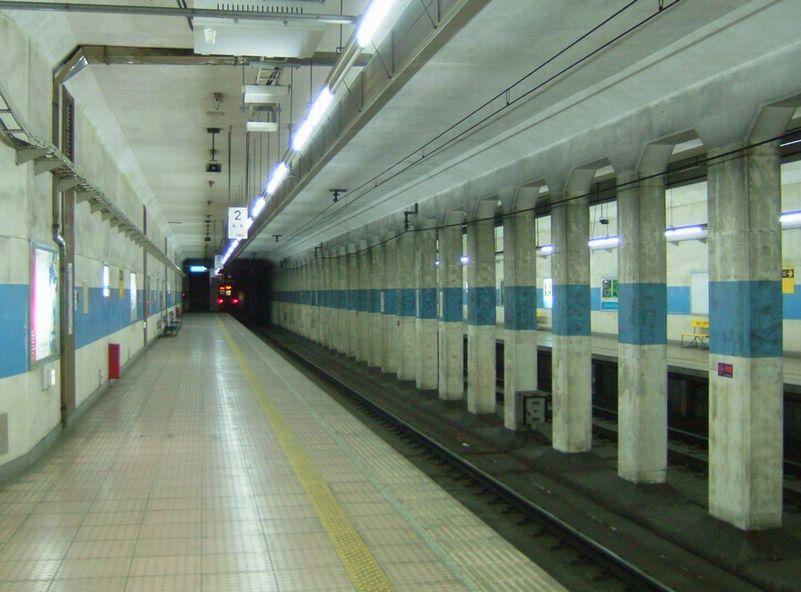
2番線（長野方面）

相対式ホーム2面2線を有する地下駅。有人駅である。自動券売機設置。
長野大通りの下に位置し、改札のある地下1階には駅務室・宿直室・電気室があり、ホームは地下2階にある。各ホームへの出り口は1ヶ所で、改札口脇(改札内)にトイレが設置されており、男女別の水洗式である。なお、多機能トイレは設置されていない。改札を入場し、右側が1番線、左側が2番線への階段で、ホームの本郷駅寄りの位置に繋がっている。地上への出入り口は4ヶ所ある。また、権堂方に淀ヶ橋横断地下道があるが、ここからも線路につながっており、緊急時の通路となっている。須坂方面は勾配が東へとカーブしながら地上への勾配となっている。
下りホームに発車標が設置されているが、列車接近案内及び放送には対応していない。

### のりば
| 番線 | 路線    | 方向 | 行先                       |
| ---- | ------- | ---- | -------------------------- |
| 1    | ■長野線 | 下り | 須坂・信州中野・湯田中方面 |
| 2    | ■長野線 | 上り | 長野方面                   |

## 利用状況
2019年度の一日平均乗車人員は630人である。近年の一日平均乗車人員の推移は下記のとおり。善光寺を抱える市街地の割に利用が少ない背景には、地上を走る路線バスの高頻度運転がある。
| 年度   | 一日平均 乗車人員 |
| ------ | ----------------- |
| 2005年 | 568               |
| 2006年 | 529               |
| 2007年 | 516               |
| 2008年 | 509               |
| 2009年 | 526               |
| 2010年 | 528               |
| 2011年 | 549               |
| 2012年 | 573               |
| 2013年 | 585               |
| 2014年 | 626               |
| 2015年 | 702               |
| 2016年 | 670               |
| 2017年 | 682               |
| 2018年 | 655               |
| 2019年 | 630               |

## 駅周辺

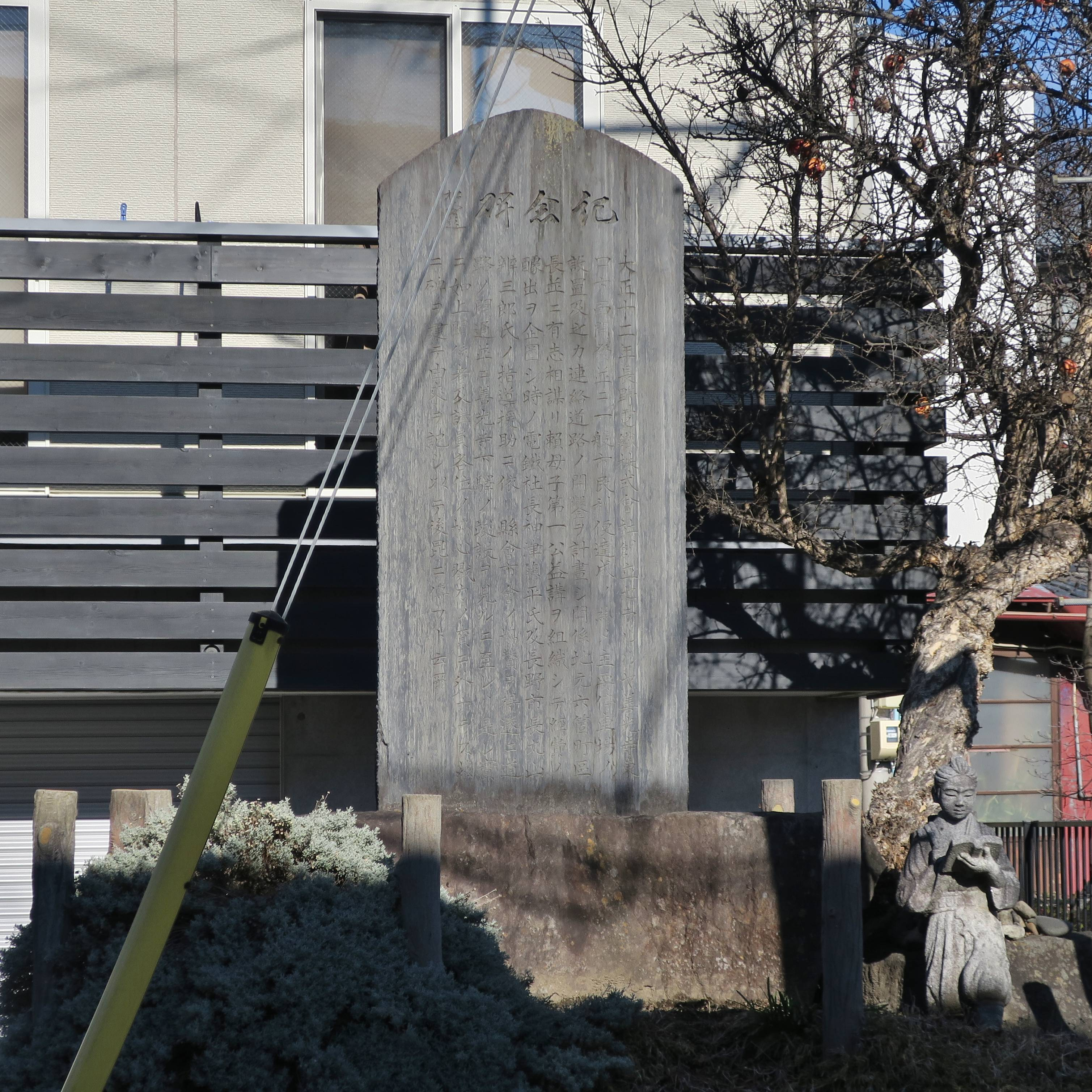
善光寺下駅設置並道路開通記念碑

駅の周囲はマンションを含む住宅街であり、商店・コンビニエンスストアが点在する。西の坂を登ると長野淀ヶ橋郵便局を過ぎて10分ほどで善光寺の山門に至る。「開帳」の際には参拝客で混雑する。但し善光寺の公式ウェブサイトには善光寺駅利用のアクセスは掲載されていない。善光寺の東側には城山公園があり、公園の周囲には長野県立美術館、長野市城山動物園等がある。長野清泉女学院高等学校、長野市立城山小学校も隣接している。
- 長野市立城東小学校
- 長野市立柳町中学校
- 長電建設本社ビル
- 長野信用金庫善光寺下支店
- 長電スイミングスクール長野校／エフバイエー長野

## バス路線
駅真上の長野大通りに、長電バスの善光寺下駅前停留所がある。
- 55 牟礼線
  - 長野駅 - 善光寺下駅前 - 本郷駅 - 宇木 - 吉田 - 若槻台 - 吉村 - 牟礼
- 61 浅川西条線
  - 長野駅 - 権堂 - 善光寺下駅前 - 宇木 - 若槻団地 - 浅川西条
- 62 東長野病院線
  - 長野駅 - 権堂 - 善光寺下駅前 - 宇木 - 徳間西 - 東長野病院
- 63 三才線
  - 長野駅 - 権堂 - 善光寺下駅前 - 宇木 - 三才駅 - 柳原
- 64 マユミダ・三才線
  - 長野駅 - 権堂 - 善光寺下駅前 - 檀田 - 三才駅 - 柳原

## 隣の駅
長野電鉄
■長野線
■A特急・■B特急
通過
※善光寺御開帳期間中はA特急が臨時停車
■各駅停車
権堂駅 (N3) - 善光寺下駅 (N4) - 本郷駅 (N5)